# ジェレミー・ガスリー
ジェレミー・シェーン・ガスリー（Jeremy Shane Guthrie , 1979年4月8日 - ）は、アメリカ合衆国オレゴン州ローズバーグ出身の元プロ野球選手（投手）。
日系アメリカ人（母方が広島県三原市にルーツを持つ日系4世）。父親はアフリカ系アメリカ人。

## 経歴

### プロ入り前
アシュランド高校卒業時、1997年のMLBドラフトでニューヨーク・メッツから15巡目（全体450位）で指名を受けるが契約せず、ブリガムヤング大学に進学。
2001年のMLBドラフトではピッツバーグ・パイレーツから3巡目（全体84位）で指名を受けるが、またも契約せず、スタンフォード大学に編入。

### プロ入りとインディアンズ時代
2002年のMLBドラフトでクリーブランド・インディアンスから1巡目（全体22位）で指名され、10月3日に契約。
2004年8月28日の対ホワイトソックス戦で9回表、5対1でインディアンス4点ビハインドという場面で初めてのメジャーのマウンドに立った。結果は1回を投げて1奪三振だった。

### オリオールズ時代
2007年1月29日にウェイバー公示を経てボルチモア・オリオールズに移籍。

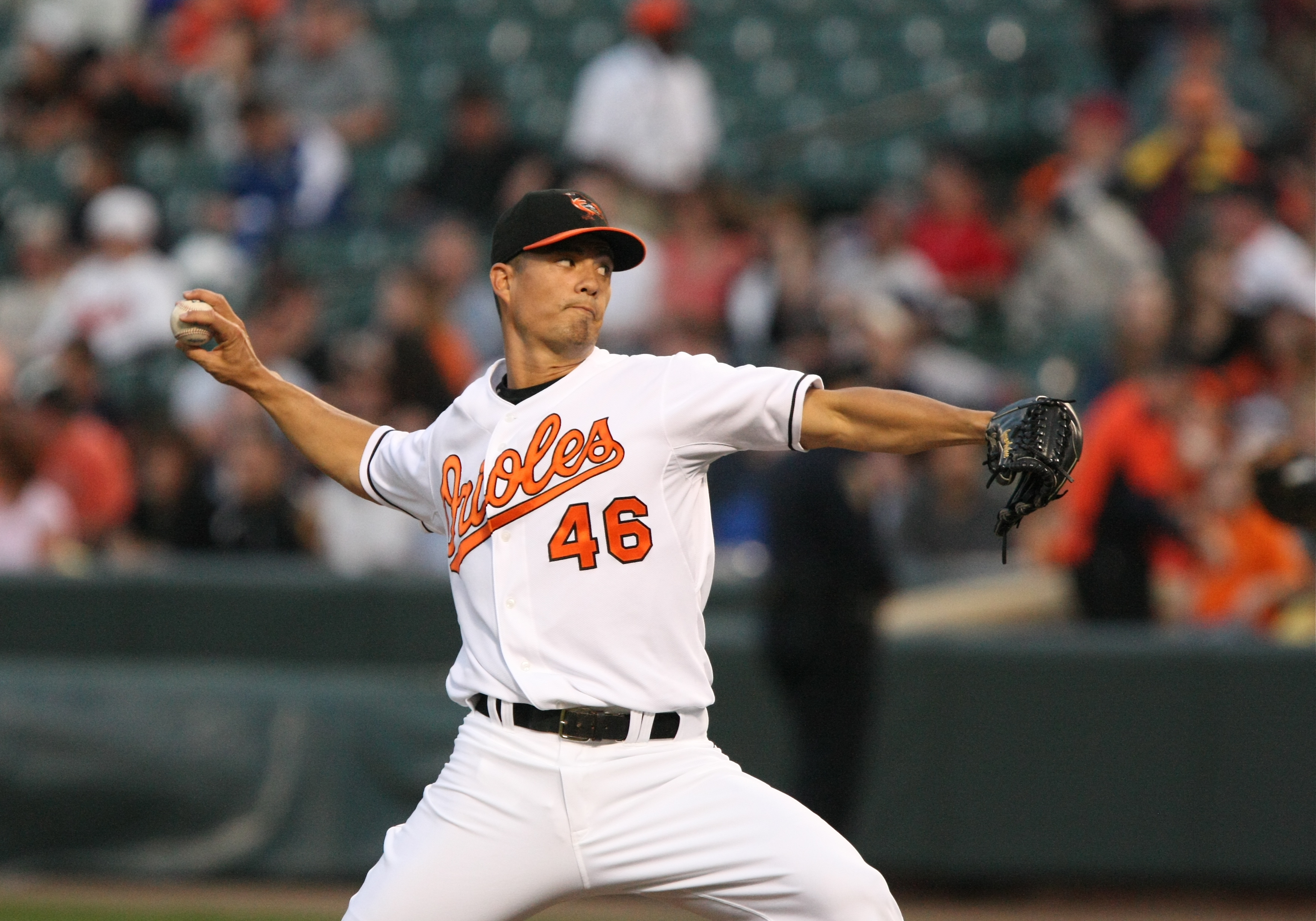
オリオールズ時代（2008年）

同年は開幕からメジャーでリリーフとして登板していたが、5月に先発のアダム・ローウェンとジャレット・ライトの故障に伴い、先発ローテーション入りを果たし、そのまま先発に定着。
2008年は開幕投手を務めた。9月6日から27日にかけて右肩を痛め、故障者リスト入りしたが、30試合の登板で10勝12敗・防御率3.63を記録し、チームで唯一2桁勝利を記録した。
2009年はシーズン開幕前の3月に開催された第2回ワールド・ベースボール・クラシック(WBC)のアメリカ合衆国代表に選出された。
レギュラーシーズンではリーグワーストとなる17敗・35被本塁打を記録した。

### ロッキーズ時代
2012年2月6日にマット・リンドストロム、ジェイソン・ハメルとの1対2のトレードでコロラド・ロッキーズに移籍。開幕投手を務めた。

### ロイヤルズ時代
2012年7月20日にジョナサン・サンチェスとのトレードでカンザスシティ・ロイヤルズへ移籍した。ロッキーズ在籍中は不調だったが、ロイヤルズ移籍後は調子を上げた。オフの10月29日にFAとなったが、11月20日に3年2500万ドルでロイヤルズと再契約した。
2013年はリーグ最多被安打を記録したものの、二桁勝利を果たした年では初めて勝利数が敗北数を上回ることができた。
2014年は自身初めてワールドシリーズを経験した。
オフには日米野球2014のMLB選抜に選出された。
2015年は30試合に投げてうち24試合に先発登板したが、2006年以来、実に9年ぶりに規定投球回未達に終わった（2012年は、リーグをまたいでいるが180.0イニング以上に投げている）。防御率5.95・リーグワーストの29本塁打を浴びるなど、炎上した。11月4日に球団が2016年の契約オプションを破棄したため、FAとなった。

### パドレス傘下時代
2016年2月21日にテキサス・レンジャーズとマイナー契約を結び、同年のスプリングトレーニングに招待選手として参加したが、スプリングトレーニングで結果を残すことができず、3月28日にFAとなった。4月2日にサンディエゴ・パドレスとマイナー契約を結び、AAA級エル・パソ・チワワズに配属された。11試合に先発し、3勝5敗 防御率6.60という成績で、6月2日にFAとなった。

### マーリンズ傘下時代
2016年6月27日にマイアミ・マーリンズとマイナー契約を結んだ。7月30日にFAとなった。

### ナショナルズ時代
2017年2月3日にワシントン・ナショナルズとマイナー契約を結び、同年のスプリングトレーニングに招待選手として参加することになったと球団が発表し、2月11日に正式にマイナー契約を結んだ。
誕生日である4月8日にメジャー契約を結びアクティブ・ロースター入りし、当日のフィラデルフィア・フィリーズ戦で2年ぶりにMLBで先発登板したが0.2回・10失点で降板し、翌9日にDFAとなった。4月12日にFAとなった。

### メキシカンリーグ時代
2017年5月18日にメキシカンリーグのモンクローバ・スティーラーズと契約。7月31日に引退を表明した

## 人物
モルモン教の宣教活動でスペインに滞在していたことがあり、スペイン語が堪能である。
母ユキコはハワイ生まれの日本人で母方の苗字は"向井"だという。2014年に日米野球のMLB選抜として来日した際には母方の故郷広島県三原市を訪問し、親族に会った。

## 詳細情報

### 年度別投手成績
| 年 度      | 球 団      | 登 板 | 先 発 | 完 投 | 完 封 | 無 四 球 | 勝 利 | 敗 戦 | セ 丨 ブ | ホ 丨 ル ド | 勝 率 | 打 者 | 投 球 回 | 被 安 打 | 被 本 塁 打 | 与 四 球 | 敬 遠 | 与 死 球 | 奪 三 振 | 暴 投 | ボ 丨 ク | 失 点 | 自 責 点 | 防 御 率 | W H I P |
| ---------- | ---------- | ----- | ----- | ----- | ----- | -------- | ----- | ----- | -------- | ----------- | ----- | ----- | -------- | -------- | ----------- | -------- | ----- | -------- | -------- | ----- | -------- | ----- | -------- | -------- | ------- |
| 2004       | CLE        | 6     | 0     | 0     | 0     | 0        | 0     | 0     | 0        | 0           | ----  | 49    | 11.2     | 9        | 1           | 6        | 0     | 1        | 7        | 1     | 0        | 6     | 6        | 4.63     | 1.29    |
| 2005       | CLE        | 1     | 0     | 0     | 0     | 0        | 0     | 0     | 0        | 0           | ----  | 29    | 6.0      | 9        | 2           | 2        | 0     | 0        | 3        | 0     | 0        | 4     | 4        | 6.00     | 1.83    |
| 2006       | CLE        | 9     | 1     | 0     | 0     | 0        | 0     | 0     | 0        | 0           | ----  | 93    | 19.1     | 24       | 2           | 15       | 1     | 2        | 14       | 3     | 0        | 15    | 15       | 6.98     | 2.02    |
| 2007       | BAL        | 32    | 26    | 0     | 0     | 0        | 7     | 5     | 0        | 0           | .583  | 723   | 175.1    | 165      | 23          | 47       | 2     | 4        | 123      | 8     | 1        | 78    | 72       | 3.70     | 1.21    |
| 2008       | BAL        | 30    | 30    | 1     | 0     | 0        | 10    | 12    | 0        | 0           | .455  | 796   | 190.2    | 176      | 24          | 58       | 2     | 7        | 120      | 3     | 0        | 82    | 77       | 3.63     | 1.23    |
| 2009       | BAL        | 33    | 33    | 1     | 0     | 0        | 10    | 17    | 0        | 0           | .370  | 874   | 200.0    | 224      | 35          | 60       | 1     | 9        | 110      | 1     | 1        | 120   | 112      | 5.04     | 1.42    |
| 2010       | BAL        | 32    | 32    | 0     | 0     | 0        | 11    | 14    | 0        | 0           | .440  | 872   | 209.1    | 193      | 25          | 50       | 1     | 16       | 119      | 1     | 1        | 93    | 89       | 3.83     | 1.16    |
| 2011       | BAL        | 34    | 32    | 2     | 0     | 0        | 9     | 17    | 0        | 0           | .346  | 889   | 208.0    | 213      | 26          | 66       | 5     | 9        | 130      | 0     | 0        | 113   | 100      | 4.33     | 1.34    |
| 2012       | COL        | 19    | 15    | 0     | 0     | 0        | 3     | 9     | 0        | 0           | .250  | 422   | 90.2     | 122      | 21          | 31       | 2     | 7        | 45       | 1     | 1        | 72    | 64       | 6.35     | 1.69    |
| 2012       | KC         | 14    | 14    | 0     | 0     | 0        | 5     | 3     | 0        | 0           | .625  | 366   | 91.0     | 84       | 9           | 19       | 0     | 2        | 56       | 1     | 1        | 37    | 32       | 3.16     | 1.13    |
| '12計      | KC         | 33    | 29    | 0     | 0     | 0        | 8     | 12    | 0        | 0           | .400  | 788   | 181.2    | 206      | 30          | 50       | 2     | 9        | 101      | 2     | 2        | 109   | 96       | 4.76     | 1.41    |
| 2013       | KC         | 33    | 33    | 3     | 2     | 0        | 15    | 12    | 0        | 0           | .556  | 905   | 211.2    | 236      | 30          | 59       | 1     | 8        | 111      | 7     | 0        | 99    | 95       | 4.04     | 1.39    |
| 2014       | KC         | 32    | 32    | 0     | 1     | 0        | 13    | 11    | 0        | 0           | .542  | 864   | 202.2    | 215      | 23          | 49       | 0     | 14       | 124      | 3     | 0        | 100   | 93       | 4.13     | 1.30    |
| 2015       | KC         | 30    | 24    | 0     | 0     | 0        | 8     | 8     | 0        | 0           | .500  | 664   | 148.1    | 186      | 29          | 44       | 1     | 9        | 84       | 4     | 0        | 101   | 98       | 5.95     | 1.55    |
| 2017       | WSH        | 1     | 1     | 0     | 0     | 0        | 0     | 1     | 0        | 0           | .000  | 12    | 0.2      | 6        | 0           | 4        | 0     | 0        | 0        | 0     | 0        | 10    | 10       | 135.00   | 15.00   |
| 通算：13年 | 通算：13年 | 306   | 273   | 7     | 3     | 0        | 91    | 109   | 0        | 0           | .455  | 7558  | 1765.1   | 1862     | 250         | 510      | 16    | 88       | 1046     | 33    | 5        | 930   | 867      | 4.42     | 1.34    |

- 各年度の太字はリーグ最高

### 背番号
- 53 （2004年）
- 36 （2005年）
- 57 （2006年）
- 46 （2007年 - 2011年）
- 15 （2012年 - 同年途中）
- 33 （2012年途中 - 同年終了）
- 11 （2013年 - 2015年）
- 18 （2017年）

### 代表歴
- 2009 ワールド・ベースボール・クラシック・アメリカ合衆国代表